# Руперт из Дёйца
Руперт из Дойца, также Роберт Льежский (лат. Rupertus Tuitiensis, фр. Robert de Saint-Laurent, ок. 1075 — ок. 1129) — средневековый богослов. Бенедиктинский монах, большую часть жизни провёдший в льежском монастыре святого Лаврентия. С 1120 года и до своей смерти был настоятелем аббатства в Дейце близ Кёльна. Является одним из самых плодовитых авторов своего времени. Труды Руперта посвящены различным проблемам христианского богословия, в том числе пневматологии, сотериологии и сакраментологии. Как христианский мистик, Руперт является одним из первых представителей западной визионерской литературы.

## Биография
Руперт родился около 1075 или 1076 года в Льеже, на территории современной франкоязычной части Бельгии. Соответственно, в силу происхождения в литературе его называют также «Робертом Льежским». Около 1082 года он был отдан в монастырь святого Лаврентия как облат (puer oblatus). В обители святого Лаврентия Рупетр с небольшими перерывами провёл следующие 40 лет жизни, сначала в качестве воспитанника (nutrius), а затем приняв монашеские обеты. В то время настоятелем аббатства был сторонник григорианских реформ Беренгар (1077—1116). Своим учителем Руперт называл Херибрандта, занимавшего должность настоятеля в 1116—1128 годах. Херибрандт был известен глубоким знанием церковной и светской литературы, и своей изысканной латынью Руперт, как считается, был обязан именно ему. Вместе с аббатом Беренгаром Руперт участвовал в борьбе за инвеституру против проимперски настроенного льежского епископа Отберта. В 1092 году вслед за высланным из Льежа Беренгаром Руперт последовал в ссылку в монастырь святого Хуберта. В 1095 году Отберт был вынужден примириться с Беренгаром, и хотя тот был восстановлен настоятелем монастыря святого Лаврентия, напряжение между аббатом и епископом сохранялось ещё несколько лет. После смерти императора в 1106 году Отберт был повторно отлучен от церкви и восстановил евхаристическое общение с Римом только в 1107 году. Тогда же Руперт, ранее отказывавшийся принимать рукоположение от епископа-раскольника, был посвящён в священники. Записей о данном событии не сохранилось, но, по-видимому, тогда Руперт был примерно в возрасте 33 лет, что считалось поздним сроков в то время. Созданные в годы изгнания и конфликта произведения носят пессимистический характер. В одной из своих ранних поэм Руперт сокрушается о разделённой и частично разрушенной церкви, которой нанесли урон ересь и симония после смерти «истинного папы» Григория VII. Императора он называет Нероном и Антихристом, антипапу Климента III Симоном Магом, а Отберта — волком под личиной пастыря.
Согласно Дж. Ван Энгену, своему становлению как религиозному писателю Руперт был обязан пережитому мистическому опыту, воспринятому монахом как личное общение с Иисусом Христом. В результате Руперт ощутил в себе присутствие Святого Духа и желание распространять истину Библии, что соотносилось с папской программой обновления церкви. Центральное место в интеллектуальной жизни Руперта занимала педагогическая деятельность. На основании сохранившегося перечня книг, использовавшихся в образовательном процессе льежского монастыря можно предположить, что большая часть его работ предназначалась для обучения монахов. С 1116 года он занимал должность схоластика монастыря. Между 1113 и 1118 годами Руперт был вовлечён в несколько богословских споров: с Алгером Льежским относительно евхаристии, с Ансельмом Лаонским и Гильомом из Шампо о предопределении и свободе воли. Во время своего пребывания в Льеже к кругу общения Руперта принадлежали и находились под его влиянием его младшие современники, впоследствии значительные церковные и государственные деятели Ансельм Хафельбергский, Вибальд из Ставло и Арнольдом Видским. В 1119 году, вследствие религиозных и политических споров, он покинул Льеж и переселился в область Рейна. Вначале Руперт поселился в Кёльне, а в 1120 году был назначен архиепископом Фридрихом Кёльнским аббатом в Дёйце. В 1124 году Руперт предпринял путешествие в Рим и Монтекассино.
В конце августа 1128 года пожар разрушил множество зданий Дейце, но не затронул аббатство. Данное событие вдохновило аббата на написание трактата «De incendio» («Об огне»), в котором он, полемизируя с архиепископом Кёльна и графом Берга, отстаивал право монахов на уединённую жизнь, свободную от вмешательства духовенства и знати. Умер он 4 марта 1129 года.

## Мистицизм и видения
В XII веке развитие идей западного монашества происходило в нескольких направлениях: в рамках инициированной Бернардом Клервоским цистерцианской реформы, развиваемого в аббатстве Сен-Виктор мистического направления, а также «традиционного» бенедиктинского монашества, воспринявшего идеи григорианской реформы. Руперт, которого современный бенедиктинский теоретик Жан Леклерк называл «главным источником традиционного монашеского богословия», принадлежал к последним. В то же время, как отмечает американский богослов Бернард Макджинн, льежского аббата можно назвать инноватором, особенно в применении визионерского опыта к задачам экзегетики. Основными мистическими произведениями Руперта являются трактат «Победа Слова божьего» (1123) и визионерская автобиография, вошедшая в качепстве 12 главы с комментарий на Евангелие от Матфея. Более раннее произведение, записанное на основе бесед с Куно, аббатом в Зигбурге, представляет историю спасения как эпический конфликт между царствами Бога и Сатаны. В нём вводится концепция доступного немногим способа постижения Слова через «опыт» (experimentum), когда «Слово само становится понимаемым более величественным образом посредством проистекающей благодати, посещающей некоторые возлюбленные души, сильно и сладостно привлекая их и соединяясь с ними по своей субстанции». Вторая книга, также написанная по предложению Куно, к тому времени епископа Регенсбургского, раскрывает обстоятельства, предшествующие началу плодотворной литературной деятельности Руперта. Рассказ структурирован в форме девяти видений, пять из которых произошли около 1100 года в течение нескольких дней, а остальные восемь лет спустя, в год рукоположения. Отталкиваясь от описания божественной колесницы из видения Иезекииля, Руперт уподобляет себя ветхозаветному пророку, находящемуся в Вавилоне под властью Навуходоносора, и так же благодаря видениям обнаруживает в себе истинное призвание. Первая серия видений Руперта была связана с образами Христа, ангельских хоров и Троицы, обещавших ему великую славу. В четвёртом и пятом видениях их обещания подтвердил Бог-Отец в образе «Ветхого денми». Следующие восемь лет Руперт размышлял над смыслом своих видений, склоняясь к их буквальной интерпретации. После молитв Святому Духу, последовала вторая серия видений. Первое из них он понял как встречу с самим Святым Духом и полученное от него второе крещение. Второе, состоявшееся в ночь на Пепельную среду, стало ответом на испытываемое Рупертом желание смерти с целью предстать перед Господом, и имело форму переживания духовного рождения. Два последних видения, связанные с Христом и состоявшимся ранее рукоположением, экзегетически соотносились к Песни песней Соломона, а испытанные переживания были сродни эротическим и были позднее восприняты монахом как источник его писательского таланта.

## Участие в спорах о реформе монашества
В контексте движения за реформу монашеской жизни Руперт придерживался традиционных бенедиктинских взглядов, и считался консерватором. Одним из острых вопросов того времени был поиск наиболее подходящего способа ведения духовной жизни, из которых основными считались монашество и регулярные каноники. Монахи, хотя многие из них были священниками, в Средние века не считались частью клира, в отличие от каноников. В XII веке монахи, под предлогом большей строгости устава, пользовались правом переманивания послушников из монастырей каноников. Руперт в данном споре защищал монашество, обосновывая свою позицию тем, что, монах не может перейти на более низкую стадию духовной жизни, которую занимают регулярные каноники, но последние могут возвыситься до духовности монахов. По своему образу жизни каноники были мало отличимы от монахов, и Руперт не сомневался в их праве принять монашеские обеты. В свою очередь, клирикам ничто не мешало перейти в каноники. Сторонник реформ премонстрант Ансельм Хафельбергский считал взгляды Руперта не применимыми на практике и называл его толстяком ограниченного ума.

## Богословские взгляды

### Экзегетический метод
Эсхатологическое ви́дение истории, распространившееся в конце XI века, было поддержано Рупертом, видевшим в своём изгнании из Льежа апокалиптический знак. Около 1111 года, в первом своём крупном произведении «De divinis officiis», ставшим первым детальным литургическим руководством с эпохи Каролингов, Руперт развил предложенную Августином схему мировой истории как «семи эпох мира», связав её с семью неделями перед Пасхой и с «семью дарами» Святого Духа. Ещё одна предлагаемая в трактате схема связывает события истории Церкви с темами ночных чтений молитв в течение Пасхальной недели. Взгляд на историю как поле битвы развивается в последующих трактатах Руперта — в написанном около 1120 года «Комментарии на Апокалипсис» и трактате «О победе Слова Божьего», созданном примерно в 1124 году. В последнем события описанной в Откровении Иоанна Богослова битвы между Богом и Дьяволом прослеживается в мировой истории. Так, первая голова Зверя, вышедшего из моря символизирует Египетское царство, вторая — вероотступническое Израильское царство и т. д.
Руперт был осведомлён о религиозных спорах с греками, обсуждал и осуждал как еретические их взгляды в своих произведениях. Рассуждая об евхаристии в «De divinis officiis», он упоминал начавшуюся в 1053 году полемику об опресноках. Не высказывая осуждения именно использованию греками квасного хлеба, Руперт осуждал их нападки на западные литургические обычаи. В своих значительных по объёму трактатах «О святой Троице и её деяниях» («De sancta Trinitate et operibus eius», 1117) и «О прославлении Троицы» («De glorificatione Trinitatis et processione Spiritus Sancti») Руперт доказывал активное участие каждого из лиц Троицы в истории спасения, начиная с эпохи Творения, когда решающей была роль Отца, затем в эпоху «искупления» Сына, и в нынешнюю покровительствуемую Святым Духом эпоху «обновления». В своей экзегетики он постоянно указывает на важность учения о «двойном исхождении» (филиокве), осуждая «некоторых еретиков среди греков».

### Евхаристические споры
В середине XI века возобновились споры, рамки которых были заданы в IX веке Пасхазием Радбертом и Ратрамном из Корби, придерживавшихся противоположных позиций относительно реальности присутствия Христа в евхаристии. Руперт придерживался пасхазианской идеи о телесном присутствии Христа, сформулировав свои взгляды в «De divinis officiis» в рамках полемики с Гильомом из Сен-Тьерри и Ансельмом Лаонским. Руперт повторно обратился к евхаристической проблематике в «Комментарии на Иоанна», полемизируя, вероятно, с Алгером Льежским. В последний раз Руперт рассуждал об евхаристии в «De sancta Trinitate». Во всех трёх произведениях он говорит о спасительном единении человеческого тела и тела Христа, достигаемого посредством принятия таинства. Слово стало плотью, чтобы посредством такого принятия люди могли бы причаститься христовой человечности и божественности, что необходимо для спасения. Соответственно, он настаивал на том, что души праведников причастились тела Христова сразу же, когда тот спустился за ними в ад. Как и другие богословы своего времени, Руперт различал праведное и неправедное принятие евхаристии: неправедное даёт только истинные плоть и кровь, тогда как только праведное даёт полный эффект таинства.
Критику со стороны Гильомома из Сен-Тьерри вызвала использованная Рупертом терминология, казавшаяся современником запутанной. Так, льежский богослов между животной жизнью видов таинства на алтаре, и их «духовной жизнью» в воскресшем Христе, живой и действенной. Гильом задавался вопросом — не означает ли такое различение, что Руперт полагает, что Христос не полностью присутствует в элементах евхаристии на алтаре, или же что хлеб и вино каким-то образом существуют после совершения таинства? Возможно, таким образом Руперт следовал учению Гуитмонд, несколькими десятилетиями ранее пытавшегося объяснить различие между чувственно и интеллектуально постигаемыми видами элементов евхаристии.

### Отношение к иудеям
Анти-иудейская полемика, никогда не прекращавшаяся в христианских странах, к XII веку стала ещё более агрессивной. Среди многочисленных причин такого развития событий израильский историк Амос Функенштейн называет «рационализацию» религиозной полемики и возросшее среди христианских богословов понимание масштабов иудейской пост-библейской экзегетики, а Леа Дасберг указывает на значение борьбы за инвеституру, в ходе которой иудеи рассматривались как сторонники императора и враги церкви. Согласно концепции папы Григория VII (1073—1085), только церковь могла быть источником справедливости (лат. iustitia), что требовало углубление христианизации общества как посредством роста благочестия, так и через искоренение ереси. Основным вкладом Руперта в анти-иудейскую полемику является «Диалог между христианином и иудеем» («Anulus sive Dialogus inter Christianum et Iudaeum»). Произведение было написано весной 1126 года по просьбе аббата Рудольфа Сен-Трондского, аббата монастыря Святого Пантелеймона, также расположенного близ Кёльна. Рудольфу, часто имевшему беседы с местными иудеями, хотелось получить руководство для молодых монахов, которым также предстояло вести подобные споры. Своё введение в проблематику иудео-христианских диспутов Руперт построил в форме вымышленного диалога. Первым рассмотренным вопросом, стал истинный смысл ритуала обрезания, следование которому настоятель Дёйца объявил избыточным после пришествия Христа. Сосредоточенность иудеев на отжившей практике, более не ведущей к спасению, Руперт сравнивает с поведением старшего брата из притчи о блудном сыне и призывает своего вымышленного оппонента признать Христа, веру в которого символизирует упоминаемое в притче кольцо, лат. anulus, вынесенное в заглавие книги. Даже Руперт обращается к идее иудейской исключительности, их презрению к неевреям и отрицанию христианской ветхозаветной экзегетики, выливающимся в ненависть к Христу. Аббат иллюстрирует бездуховность и слепое подчинение законам Моисея иудеев библейской аналогией, сравнивая их с сыновьями Агари, тогда как христиане своей верой подобны потомкам Сарры. Предусмотренные древним законом жертвоприношения иудеев Богу теперь не угодны, и вместо них должна совершаться евхаристия. Завершается «Диалог» спором о допустимости поклонения изображениям распятого Христа. С большим воодушевлением Руперт оправдывает поклонение изображениям, которые являются не идолами, но знаком высшей истины. По сравнению с более ранними сочинениями в подобном жанре, например, Гилберта Криспина, Руперт высказывается более эмоционально о распятии. По мнению британского историка Анны Абулафии, «Диалог» соотносится с непосредственным религиозным опытом автора и его представление о всеобщем христианском обществе, от которого евреи сами себя отчуждают.
В прочих своих произведениях Руперт также затрагивал иудейскую проблематику. Так, в «De sancta Trinitate», говоря о наступившей эпохе Святого Духа, Руперт говорит о монашестве, ведущем церковь к установлению порядка перед Страшным судом, частью которого станет неизбежное обращение иудеев. В «Комментарии на Иоанна» Руперт обращается к этимологии слова «иудеи». Буквальное значение — «потомки Иуды» для него не достаточно, и аббат принимает значение «исповедники истины». Рассматривая далее вопрос, какие иудеи подразумеваются в титуле Христа «Царь Иудейский», Руперт приходит к выводу, что в данном случае имеются в виду христианские праведники, тогда как евреи, по его мнению, принадлежат «синагоге Сатаны». В своих трудах Руперт неоднократно обращался в теме вины евреев за смерть Христа. Всё, к чему они обращаются, несёт следы крови Христа, и потому мессия, которого они ожидают, на самом деле Антихрист. Отказавшись признать свою вину и не прислушавшись к словам апостолов, они потеряли право на свою землю.

## Историография
Влияние Руперта из Дёйца среди современников было очень велико, и ряд крупнейших богословов XII века, включая Герхоха Райхерсбергского и Гонория Августодунского, могут считаться его учениками. Труды Руперта сохранились более, чем в 250 рукописях, большая часть которых была создана во второй половине XII века в церковных провинциях Кёльна и Зальцбурга. Снижение популярности идей Руперта в последующие столетия связывают с упадком традиционного бенедиктинского монашества.
Длительное время отношение католических богословов к Руперту было настороженным. Иезуиты Роберт Беллармин и Антонио Поссевино видели в учении аббата из Дёйца предпосылки к принятой протестантами теории импанации. Также они утверждали, что ересь Джона Уиклифа восходит к «De officiis». В дальнейшем труды Руперта нередко называли многословными и лишёнными оригинальности. Историками христианства XIX века он воспринимался преимущественно как деятель германской церковной истории, и до середины XX века жизни и творчеству Руперта уделяли внимание, в основном, немецкие исследователи. В историографии XIX века распространены отзывы о нём как о величайшем богослове своего времени. Высокую оценку получили и его личные качества. В современной историографии Руперта, наряду с Герхохом Райхерсбергским, Гонорием Августодунским и Ансельмом Хафельбергским стали относить к плеяде «продуктивных и инновативных» западных мыслителей XII века. Их направление, вслед за Алоисом Демпфом, называют «немецким символизмом XII века», а в более новой литературе — «реформистским апокалиптизмом» (англ. reformist apocalypticism). Наиболее полным исследованием жизни и творчества Руперта Дойцкого к настоящему времени считается монография американского историка Джона Ван Энгена («Rupert of Deutz», 1983).

## Труды
- Rupert de Deutz, Œuvres du Saint-Esprit, tome 1, Cerf, coll. " Sources Chrétiennes ", 1976, 1 p. (ISBN 978-2-204-03670-2)
- Rupert de Deutz, Œuvres du Saint-Esprit, tome 2, Cerf, coll. " Sources Chrétiennes ", 1976 (ISBN 978-2-204-03671-9)
- Rupert de Deutz, Commentaria in Canticum Canticorum : Kommentar zum Hohenlied, 1 (Latin), Brepols Publishers, 2005 (ISBN 978-2-503-52144-2)
- Rupert de Deutz, R. D.D. Ruperti Abbatis Monasterii S. Heriberti Tuitiensis Opera Omnia, Vol. 3 (Classic Reprint) (Latin), Forgotten Books, 2018 (ISBN 978-1-390-05032-5)